# Gleitregimeregelung
Im Fachbereich der Regelungstechnik beschreibt eine Gleitregimeregelung (auch Gleitmodusregelung oder Sliding-Mode-Regelung, engl. sliding mode control) ein mathematisches Verfahren zur Regelung von linearen und nichtlinearen Systemen durch Einprägen eines unstetigen Stellsignals. Das Regelgesetz eines Gleitregimereglers wird so gewählt, dass es den Systemzustand in endlicher Zeit auf einen Unterraum der möglichen Systemzustände bringt, der vorteilhafte Eigenschaften aufweist. Im Anschluss sichert das Regelgesetz den Verbleib in dem als Gleitebene bezeichneten Unterraum. Das Regelgesetz wird dabei durch eine stückweise stetige Funktion beschrieben.

## Reglerentwurf
Im allgemeinen Fall wird ein zeitvariantes System der Form
{\displaystyle \mathbf {\dot {x}} =\mathbf {f} (\mathbf {x} ,\mathbf {u} ,t)\quad {\text{mit }}\mathbf {x} \in \mathbb {R} ^{n},{\text{ }}\mathbf {u} \in \mathbb {R} ^{m},{\text{ }}m\leq n,{\text{ }}\mathbf {f} :\mathbb {R} ^{n}\times \mathbb {R} ^{m}\times \mathbb {R} \rightarrow \mathbb {R} ^{n}}
betrachtet. Bei dem Design eines Gleitregimereglers werden zunächst {\displaystyle m} Schaltfunktionen
{\displaystyle \mathbf {s} (\mathbf {x} )={\begin{pmatrix}s_{1}(\mathbf {x} )&s_{2}(\mathbf {x} )&\dots &s_{m}(\mathbf {x} )\end{pmatrix}}^{T}}
definiert. Die Schaltfunktionen werden so gewählt, dass das System für {\displaystyle \mathbf {s} (\mathbf {x} )=\mathbf {0} } ein gewünschtes Verhalten zeigt. Dabei entspricht  {\displaystyle \mathbf {s} (\mathbf {x} )=\mathbf {0} } der gemeinsamen Gleitebene aller Schaltfunktionen. Für die Auswahl der Schaltfunktionen können klassische Methoden aus der Regelungstechnik wie lineare Stabilitätskriterien oder Optimierungskriterien eingesetzt werden. Basierend auf den gewählten Schaltfunktionen erfolgt eine elementweise Vorgabe eines unstetigen Regelgesetzes für die {\displaystyle m} Komponenten des Eingangs
{\displaystyle \mathbf {u} (\mathbf {x} ,t)={\begin{pmatrix}u_{1}(\mathbf {x} ,t)&u_{2}(\mathbf {x} ,t)&\dots &u_{m}(\mathbf {x} ,t)\end{pmatrix}}^{T}}
mit
{\displaystyle u_{\textrm {i}}={\begin{cases}u_{\textrm {i}}^{+}(\mathbf {x} ,t)\quad {\text{für }}s_{\textrm {i}}>0\\u_{\textrm {i}}^{-}(\mathbf {x} ,t)\quad {\text{für }}s_{\textrm {i}}<0\end{cases}}\qquad i=1,2,\dots ,m.}
Das Regelgesetz wird so gewählt, dass in endlicher Zeit die Schnittmenge {\displaystyle \mathbf {s} (\mathbf {x} )=\mathbf {0} } der {\displaystyle m} Schaltfunktionen erreicht wird, das System in der {\displaystyle n-m}-dimensionalen Gleitebene verbleibt und somit im idealen Fall ein Gleitregime entsteht. Durch diesen zweistufigen Entwurfsprozess kann die Reglerauslegung vereinfacht werden, da im ersten Schritt nur ein  {\displaystyle n-m}-dimensionales System betrachten wird, während der zweite Schritt sich der Stabilisierung eines {\displaystyle m}-dimensionalen Systems widmet.

## Beispiel
Ein beispielhaftes System, beschrieben durch folgende beide Differentialgleichungen
{\displaystyle {\begin{aligned}{\dot {x}}_{1}&=x_{2}\\{\dot {x}}_{2}&=x_{1}+{\frac {1}{2}}x_{2}^{2}+u\quad (1)\end{aligned}}}
ist um die Ruhelage {\displaystyle x_{1}=0} und {\displaystyle x_{2}=0} stabil, wenn der Zustand {\displaystyle x_{2}} auf die Gerade {\displaystyle x_{2}=-x_{1}\quad (2)} geführt wird. Dies wird mithilfe der Definition einer Schaltfunktion
{\displaystyle s(x_{1},x_{2})=x_{1}+x_{2}}
realisiert. Ist die Schaltfunktion null, so wird Bedingung {\displaystyle (2)} eingehalten und die Ruhelage des Systems {\displaystyle (1)} ist asymptotisch stabil. Der Unterraum {\displaystyle s=0} wird auch Gleitebene genannt. Ein passendes Regelgesetz führt die Systemzustände auf die Gleitebene. Um dieses Regelgesetz zu entwickeln, wird die Ableitung der Schaltfunktion {\displaystyle {\dot {s}}} genutzt. Gilt {\displaystyle s>0} so sollte für die Ableitung {\displaystyle {\dot {s}}<0} gelten, damit sich die Systemzustände auf die Gleitebene zubewegen. Analog sollte für {\displaystyle s<0} die Bedingung {\displaystyle {\dot {s}}>0} gelten. Kompakt lässt sich die Bedingung über
{\displaystyle s{\dot {s}}{\stackrel {!}{<}}0}
formulieren. Wird in diesem Ausdruck die Ableitung der Schaltfunktion durch
{\displaystyle s{\dot {s}}=s({\dot {x}}_{1}+{\dot {x}}_{2})=s(x_{2}+x_{1}+{\frac {1}{2}}x_{2}^{2}+u)}
ersetzt und das Regelgesetz
{\displaystyle u=-x_{1}-x_{2}-{\frac {1}{2}}x_{2}^{2}-{\textrm {sgn}}(s)\quad (3)}
mit der Vorzeichenfunktion {\displaystyle {\textrm {sgn}}(s)} formuliert, so gilt
{\displaystyle -s\cdot {\textrm {sgn}}(s)<0}
und das Erreichen der Gleitebene wird mindestens asymptotisch garantiert. Die nebenstehende Abbildung zeigt, dass die Gleitebene tatsächlich in endlicher Zeit erreicht wird. Nach dem Auftreffen auf die Gleitebene sorgt das Regelgesetz {\displaystyle (3)} dafür, dass die Gleitebene nicht mehr verlassen wird. Man spricht von einem Gleitregime. In diesem Fall wurde die Gleitebene so gewählt, dass die Ruhelage des Systems asymptotisch stabilisiert wird. Da das Regelgesetz (3) unstetig ist, kann ein idealer Verbleib auf der Gleitebene aufgrund auftretender Totzeiten und Verzögerungen in einem realen System nicht umgesetzt werden. Stattdessen kommt es zu dem sogenannten Rattern (englisch chattering), das in der nebenstehenden Abbildung exemplarisch dargestellt wird.

## Eigenschaften von Gleitregimereglern
Gleitregimeregler zeichnen sich insbesondere durch ihre Robustheit gegenüber Parameterunsicherheiten und Störungen aus. Das unstetige Regelgesetz ermöglicht, außerhalb der Gleitebene mit großen Verstärkungen die Systemzustände auf die Gleitebene zu zwingen. Dies wird üblicherweisen durch den Einsatz von Vorzeichenfunktionen erreicht. Wird die Gleitebene erreicht, so verbleibt das System auch unter Störungen in diesem Unterraum, solange die Störungen klein genug sind, dass sie durch die Unstetigkeit des Regelgesetzes an der Gleitebene kompensiert werden. Ein Verbleib auf der Gleitebene wird als Gleitregime bezeichnet. Außerhalb der Gleitebene haben die Störungen jedoch weiterhin einen Einfluss auf den Systemzustand, sodass die Gleitebene meist auf einer anderen Trajektorie als ohne Störung erreicht wird.
Da eine Gleitregimeregelung im einfachsten Fall ein Umschalten zwischen zwei Zuständen wie „An“ und „Aus“ darstellt, ist eine Implementierung von Gleitregimereglern teilweise sehr einfach ohne hohe Genauigkeitsanforderungen umsetzbar. Beispielsweise kann der Einsatz von Zweipunktreglern in Heizungen, Kühlschränken oder Öfen auch als Gleitregimeregelung angesehen werden.
Eine weitere Eigenschaft von Gleitregimereglern ist, dass die Gleitebene üblicherweise in endlicher Zeit erreicht wird. Dies wird in der Regelungstechnik als vorteilhaft gegenüber einer asymptotischen Annäherung an die Gleitebene angesehen, bei der die Gleitebene theoretisch nie erreicht wird.
In einem realen System schalten die Stellglieder nicht ideal und gleichzeitig gibt es Verzögerungen in Sensoren und Aktoren, die meist nicht modelliert werden. Somit kann ein idealer Verbleib auf der Gleitebene nicht eingehalten werden. Stattdessen ist meist eine Art „Zickzackbewegung“ um die Gleitebene zu beobachten (Abbildung 1), die als Rattern bezeichnet wird. Für die Regelungsaufgabe ist dies meist unproblematisch, da trotz des Ratterns um die eigentliche Gleitebene, die vorteilhaften Eigenschaften der Gleitebene noch hinreichend ausgenutzt werden. Es muss jedoch darauf geachtet werden, dass durch die hart schaltenden Stellglieder keine Schäden an mechanischen und elektrischen Komponenten des Systems entstehen.
Anwendungen von Gleitregimeregler finden sich unter anderem in der Leistungselektronik, beispielsweise in der Regelung von elektrischen Antrieben. Durch elektrische Schalter können sehr einfach Gleitregimeregler implementiert werden. In diesen Anwendungen ist das Rattern an der Gleitebene unproblematisch, da es ein natürliches Ergebnis der Schalthandlungen ist. Tatsächlich muss im Gegenteil ein Mindestmaß an Rattern erzwungen werden, um die minimale Schaltfrequenz der leistungselektronischen Stellglieder zu gewährleisten und eine Überhitzung der Schalter zu vermeiden.

## Mathematische Grundlagen

### Erreichbarkeitsbedingung

Gleitregimeregelung in einem dreidimensionalen System mit einem zweidimensionalen Eingang, bei dem beide gewählte Gleitebenen bereits einzeln stabilisiert werden.

Ein Gleitregime ist erreichbar, wenn unabhängig von den Anfangszuständen des Systems die Systemzustände in endlicher Zeit auf die Gleitebene geführt werden. Hier wird üblicherweise mit einem Ljapunov-Ansatz gezeigt, dass das gewählte Regelgesetz die Gleitebene stabilisiert. Dazu wird der positiv definite Kandidat für eine Ljapunov-Funktion
{\displaystyle V={\frac {1}{2}}\mathbf {s} (x)^{T}\mathbf {s} (x)}
genutzt. Die Ableitung dieser Funktion
{\displaystyle {\dot {V}}=\mathbf {s} ^{T}\mathbf {\dot {s}} =\mathbf {s} ^{T}{\frac {\partial \mathbf {s} }{\partial \mathbf {x} }}\mathbf {\dot {x}} =\mathbf {s} ^{T}{\frac {\partial \mathbf {s} }{\partial \mathbf {x} }}\mathbf {f} (\mathbf {x} ,\mathbf {u} ,t)}
muss bei Einsetzen des Regelgesetzes {\displaystyle \mathbf {u} (\mathbf {x} ,t)} überall außer auf der Gleitebene {\displaystyle \mathbf {s} =\mathbf {0} } negativ definit sein, um eine Erreichbarkeit des Gleitregimes nachzuweisen. In realen Systemen lässt sich dies üblicherweise nur lokal in einer Umgebung der Gleitebene nachweisen. Soll zusätzlich auch ein Erreichen des Gleitregimes in endlicher Zeit nachgewiesen werden, so muss die Bedingung an die Ableitung zu
{\displaystyle {\dot {V}}\leq -v_{0}\quad v_{0}>0\quad {\text{für }}\mathbf {s} \neq \mathbf {0} }
verschärft werden. Abgesehen von der Gleitebene muss die Ableitung von {\displaystyle V} also eine obere Schranke kleiner als null besitzen. Wenn zudem gilt
{\displaystyle s_{\textrm {i}}{\dot {s}}_{\textrm {i}}=s_{\textrm {i}}{\frac {\partial s_{\textrm {i}}}{\partial \mathbf {x} }}\mathbf {f} (\mathbf {x} ,\mathbf {u} ,t)<-v_{0}\quad {\text{für }}i=1,2,\dots ,m,\quad \forall s_{\textrm {i}}\neq 0,\quad v_{0}>0}
so sind bereits die von den einzelnen Schaltfunktionen aufgespannten Gleitebenen stabil. In diesem Fall kann davon ausgegangen werden, dass jede einzelne Gleitebene {\displaystyle s_{\textrm {i}}=0} in endlicher Zeit erreicht wird und ein Gleitregime auf der jeweiligen Gleitebene entsteht. Wurden alle einzelnen Gleitebenen erreicht so gilt {\displaystyle \mathbf {s} =\mathbf {0} } und das Gleitregime existiert auf dem gemeinsamen Unterraum aller Gleitebenen. Dies wird exemplarisch in nebenstehender Abbildung für zwei Gleitebenen gezeigt.
Als Alternative für einen Ljapunov-Kandidaten kann auch
{\displaystyle V={\text{sgn}}(\mathbf {s} )^{T}\mathbf {s} }
mit der elementweisen Vorzeichenfunktion {\displaystyle {\text{sgn}}()} genutzt werden.

### Bewegung auf der Gleitebene
Wenn sich das System auf der Gleitebene {\displaystyle \mathbf {s} =\mathbf {0} } befindet und das Regelgesetz einen Verbleib auf der Gleitebene sicherstellt, so ist es schwierig für allgemeine System der Form
{\displaystyle \mathbf {\dot {x}} =\mathbf {f} (\mathbf {x} ,\mathbf {u} ,t)\quad {\text{mit }}\mathbf {x} ,\mathbf {f} \in \mathbb {R} ^{n},{\text{ }}\mathbf {u} \in \mathbb {R} ^{m},{\text{ }}m\leq n}
eine Lösung für die Differentialgleichung auf der Gleitebene anzugeben. Unter Annahme eines idealen Verbleibs auf der Gleitebene sind klassische Existenzsätze für die eindeutige Lösung der Differentialgleichung wie der Satz von Picard-Lindelöf nicht anwendbar, da die Differentialgleichung aufgrund des unstetigen Regelgesetzen nicht lipschitzstetig ist. Es lassen sich Lösungen finden, indem das auf Verzögerungen, Totzeiten und weiteren meist nicht modellierten Effekten beruhende Rattern miteinbezogen wird. Diese basieren auf einer Grenzwertbetrachtung, bei der das Rattern sukzessive verschwindet. Diese Lösungen sind je nach Methode jedoch nicht unbedingt eindeutig und hängen zudem von der Ursache des Ratterns ab.

#### Äquivalentes Regelgesetz
Für den in der regelungstechnischen Praxis sehr relevanten Spezialfall eines eingangsaffinen Systems
{\displaystyle \mathbf {\dot {x}} =\mathbf {f} (\mathbf {x} ,t)+\mathbf {B} (\mathbf {x} ,t)\mathbf {u} \quad {\text{mit }}\mathbf {x} ,\mathbf {f} \in \mathbb {R} ^{n},{\text{ }}\mathbf {u} \in \mathbb {R} ^{m},{\text{ }}m\leq n}
lässt sich mithilfe der Methode des äquivalenten Regelgesetzes eine eindeutige Lösung der Differentialgleichung auf der Gleitebene bestimmen. Dazu wird davon ausgegangen, dass neben {\displaystyle \mathbf {s} =\mathbf {0} } auch für die Ableitung
{\displaystyle \mathbf {\dot {s}} (\mathbf {x} ,t)={\frac {\partial \mathbf {s} }{\partial \mathbf {x} }}\mathbf {\dot {x}} =\mathbf {G} (\mathbf {x} )\mathbf {f} (\mathbf {x} ,t)+\mathbf {G} (\mathbf {x} )\mathbf {B} (\mathbf {x} ,t)\mathbf {u} =\mathbf {0} \quad {\text{mit }}\mathbf {G} (\mathbf {x} )={\frac {\partial \mathbf {s} }{\partial {\mathbf {x} }}}}
gelten muss. Unter der Voraussetzung, dass die Matrix {\displaystyle (\mathbf {G} \mathbf {B} )} regulär ist, kann so ein äquivalentes Regelgesetz
{\displaystyle \mathbf {u} _{\text{eq}}=-(\mathbf {G} \mathbf {B} )^{-1}\mathbf {G} \mathbf {f} }
angegeben werden. Das äquivalente Regelgesetz bildet eine Art Mittelwert des real schaltenden Systems ab. Ein Einsetzen von {\displaystyle \mathbf {u} _{\textrm {eq}}} in die Differentialgleichung des Systems und die zusätzliche Bedingung {\displaystyle \mathbf {s} =\mathbf {0} }  führt zu dem gewöhnlichen Differential-Algebraischen System
{\displaystyle {\begin{aligned}\mathbf {\dot {x}} &=\mathbf {f} -\mathbf {B} (\mathbf {GB} )^{-1}\mathbf {Gf} \\\mathbf {s} &=0\quad {\text{mit }}\mathbf {x} ,\mathbf {f} \in \mathbb {R} ^{n},{\text{ }}\mathbf {u} ,\mathbf {s} \in \mathbb {R} ^{m},{\text{ }}m\leq n\end{aligned}}}
der Ordnung {\displaystyle n-m}. Das System ist dann in den meisten Fällen lipschitzstetig und besitzt eine eindeutige Lösung. Es ist zu beachten, dass außer für den Spezialfall {\displaystyle B\in \mathbb {R} ^{n\times n}} sich der Ausdruck {\displaystyle \mathbf {B} (\mathbf {GB} )^{-1}\mathbf {G} } nicht zur Einheitsmatrix vereinfachen lässt. Nur im Fall von {\displaystyle B\in \mathbb {R} ^{n\times n}} gilt {\displaystyle \mathbf {\dot {x}} =\mathbf {0} }.

#### Invarianz gegenüber Störungen
Die Eigenschaft eines Gleitregimereglers Störungen im Gleitregime zu unterdrücken, kann für eingangsaffine Systeme der Form
{\displaystyle \mathbf {\dot {x}} =\mathbf {f} (\mathbf {x} ,t)+\mathbf {B} (\mathbf {x} ,t)\mathbf {u} +\mathbf {h} (\mathbf {x} ,t)\quad {\text{mit }}\mathbf {x} ,\mathbf {f} ,\mathbf {h} \in \mathbb {R} ^{n},{\text{ }}\mathbf {u} \in \mathbb {R} ^{m},{\text{ }}m\leq n}
nachgewiesen werden. Hier bezeichnet {\displaystyle \mathbf {h} (\mathbf {x} ,t)} eine nicht näher bekannte aber begrenzte Störung. In diesem Fall lässt sich das äquivalente Regelgesetz über
{\displaystyle \mathbf {u} _{\text{eq}}=-(\mathbf {G} \mathbf {B} )^{-1}\mathbf {G} (\mathbf {f} +\mathbf {h} )}
formulieren. Die Bewegung auf der Gleitebene wird dann mit
{\displaystyle {\begin{aligned}\mathbf {\dot {x}} &=(\mathbf {I} _{\textrm {n}}-\mathbf {B} (\mathbf {GB} )^{-1}\mathbf {G} )\mathbf {f} +(\mathbf {I} _{\textrm {n}}-\mathbf {B} (\mathbf {GB} )^{-1}\mathbf {G} )\mathbf {h} \\\mathbf {s} &=0\quad {\text{mit }}\mathbf {x} ,\mathbf {f} ,\mathbf {h} \in \mathbb {R} ^{n},{\text{ }}\mathbf {u} ,\mathbf {s} \in \mathbb {R} ^{m},{\text{ }}m\leq n\end{aligned}}}
beschrieben. {\displaystyle \mathbf {I} _{\textrm {n}}} ist die n-dimensionale Einheitsmatrix. Unter der Voraussetzung, dass der Rang der Matrix
{\displaystyle {\text{Rang}}{\begin{pmatrix}\mathbf {B} (\mathbf {x} ,t)\mathbf {h} (\mathbf {x} ,t)\end{pmatrix}}={\text{Rang}}{\begin{pmatrix}\mathbf {B} (\mathbf {x} ,t)\end{pmatrix}}}
ist, wird die Störung vollständig unterdrückt. Unter dieser Bedingung existiert ein Vektor {\displaystyle {\boldsymbol {\gamma }}(\mathbf {x} ,t)}, sodass
{\displaystyle \mathbf {h} (\mathbf {x} ,t)=\mathbf {B} (\mathbf {x} ,t){\boldsymbol {\gamma }}(\mathbf {x} ,t)}
und somit
{\displaystyle (\mathbf {I} _{\textrm {n}}-\mathbf {B} (\mathbf {GB} )^{-1}\mathbf {G} )\mathbf {h} =\mathbf {0} }
gilt. Das Regelgesetz unterdrückt folglich alle Störungen im Gleitregime die über den Eingang des Systems direkt kompensiert werden können. Etwas ungenau formuliert lässt sich sagen, dass üblicherweise Störungen, die ein Verlassen des Gleitregimes bewirken würden, kompensiert werden, während Störungen, die nur die Bewegung auf der Gleitebene beeinflussen nicht kompensiert werden.

## Weiterführende Literatur
- Vadim I. Utkin: Sliding Modes in Control and Optimization. Springer Berlin Heidelberg, Berlin, Heidelberg 1992, ISBN 978-3-642-84379-2
- Yuri Shtessel: Sliding Mode Control and Observation. Birkhäuser, New York, NY 2014, ISBN 978-0-8176-4893-0